# Klein Buckow (Spremberg)
Klein Buckow, niedersorbisch Bukowk, ist ein Wohnplatz der Stadt Spremberg im Landkreis Spree-Neiße in Brandenburg. Das Dorf wurde in den Jahren 1985 und 1987 fast vollständig umgesiedelt und später vom Braunkohlentagebau Welzow-Süd bis auf drei verbliebene Gehöfte abgebaggert.

## Lage
Klein Buckow liegt nordwestlich von Spremberg.
An den Ort erinnert heute eine Erinnerungsstätte mit einem Gedenkstein mit der Inschrift „Klein Buckow Bukowk 1527 – 1986“. Der Findling stand vorher, genauer seit dem 12. Juni 2004, an einer anderen Stelle auf Höhe der Klein Buckower Friedenseiche in der Nähe der ehemaligen Dorfmitte. Im Jahr 2011 musste er von dort auf Grund von Eigentumsverhältnissen und der schlechten Erreichbarkeit an die jetzige Stätte versetzt werden und wurde dort am 21. April 2011 zum zweiten Mal eingeweiht. Eine Straße in diesem Gebiet wurde nach der Gemeinde benannt. Diese Straße verbindet die verbliebenen beiden Gehöfte mit der Landesstraße L 52 Spremberg – Drebkau. Ein drittes Gehöft ist in der Zwischenzeit abgerissen worden. Das Gebiet der ehemaligen Gemeinde ist heute wieder rekultiviert.
Das Hühnerwasser, ein Bach der in der Talsperre Spremberg in die Spree mündet, entsprang ursprünglich in der Nähe von Klein Buckow. Ein kleiner Teil des Naturschutzgebietes Talsperre Spremberg liegt auf der Gemarkung Klein Buckow.

## Geschichte
Die erste urkundliche Erwähnung, damals noch als Buckewicz, geht auf das Jahr 1527 zurück. Es wird vermutet, dass sich Klein Buckow aus dem Nachbarort Groß Buckow heraus zu einem eigenständigen Ort entwickelt hat. Im Unterschied zu den benachbarten Dörfern Groß Döbbern und Straußdorf, die zu diesem Zeitpunkt als Teil der Herrschaft Cottbus zur Mark Brandenburg gehörten, lag Klein Buckow ebenso wie Groß Buckow oder Roitz als Teil der Herrschaft Spremberg im Markgrafentum Niederlausitz, das schon 1370 an die böhmische Krone ging. Im Frieden zu Prag gelangte das Markgrafentum im Jahr 1635 an Sachsen. Erst 1815, im Zuge des Wiener Kongresses, wurde Klein Buckow preußisch und in den neu geschaffenen Landkreis Spremberg eingegliedert, der zum Regierungsbezirk Frankfurt/Oder der Provinz Brandenburg gehörte.
Im Zuge der Umsiedlung wurde die Gemeinde am 1. Januar 1987 nach Spremberg eingemeindet. Heute ist es ein Wohnplatz der Stadt Spremberg.

## Einwohnerentwicklung
Die nachfolgende Tabelle zeigt die Entwicklung der Einwohnerzahl von Klein Buckow.
| Datum   | Einwohner |
| ------- | --------- |
| 1880/84 | 308       |
| 1885    | 291       |
| 1939    | 273       |
| 1946    | 294       |
| 1985/87 | 180       |

Aus Klein Buckow siedelten 1985/1987 offiziell 180 Einwohner um.
Der Ort lag im niedersorbischen Siedlungsgebiet. Für den Zeitraum 1880/84 werden in einer Untersuchung von Arnošt Muka 308 sorbische Einwohner genannt, wodurch der Ort ausschließlich durch Sorben bewohnt wurde. Für die Orte in der näheren Umgebung werden in der gleichen Untersuchung die in der nachfolgenden Tabelle gezeigten, erheblich anderen Anteile für den gleichen Zeitraum ermittelt.
| Ort          | Sorbische Einwohner | Deutsche Einwohner | Gesamt | Anteil der Sorben (%) |
| ------------ | ------------------- | ------------------ | ------ | --------------------- |
| Klein Buckow | 308                 | 0                  | 308    | 100                   |
| Groß Buckow  | 635                 | 26                 | 661    | 96                    |
| Stradow      | 350                 | 23                 | 373    | 94                    |
| Radeweise    | 163                 | 5                  | 168    | 97                    |
| Straußdorf   | 86                  | 11                 | 97     | 89                    |
| Wolkenberg   | 318                 | 11                 | 329    | 97                    |
| Roitz        | 175                 | 178                | 353    | 50                    |
| Spremberg    | 375                 | 11119              | 11494  | 3                     |

## Infrastruktur
In dem Ort gab es für kurze Zeit ein Gut, das jedoch schon 1832 geteilt und an Bauern verkauft oder verpachtet wurde. Eine Schule wurde ab 1912 eingerichtet, in der ab 1945 auch Kinder aus dem benachbarten Straußdorf eingeschult wurden. Später wurde in dem Gebäude ein Kindergarten betrieben. Klein Buckow hatte keine Kirche und war in Groß Buckow eingekircht. Ein Konsum wurde ab 1972 betrieben.

## Situation heute

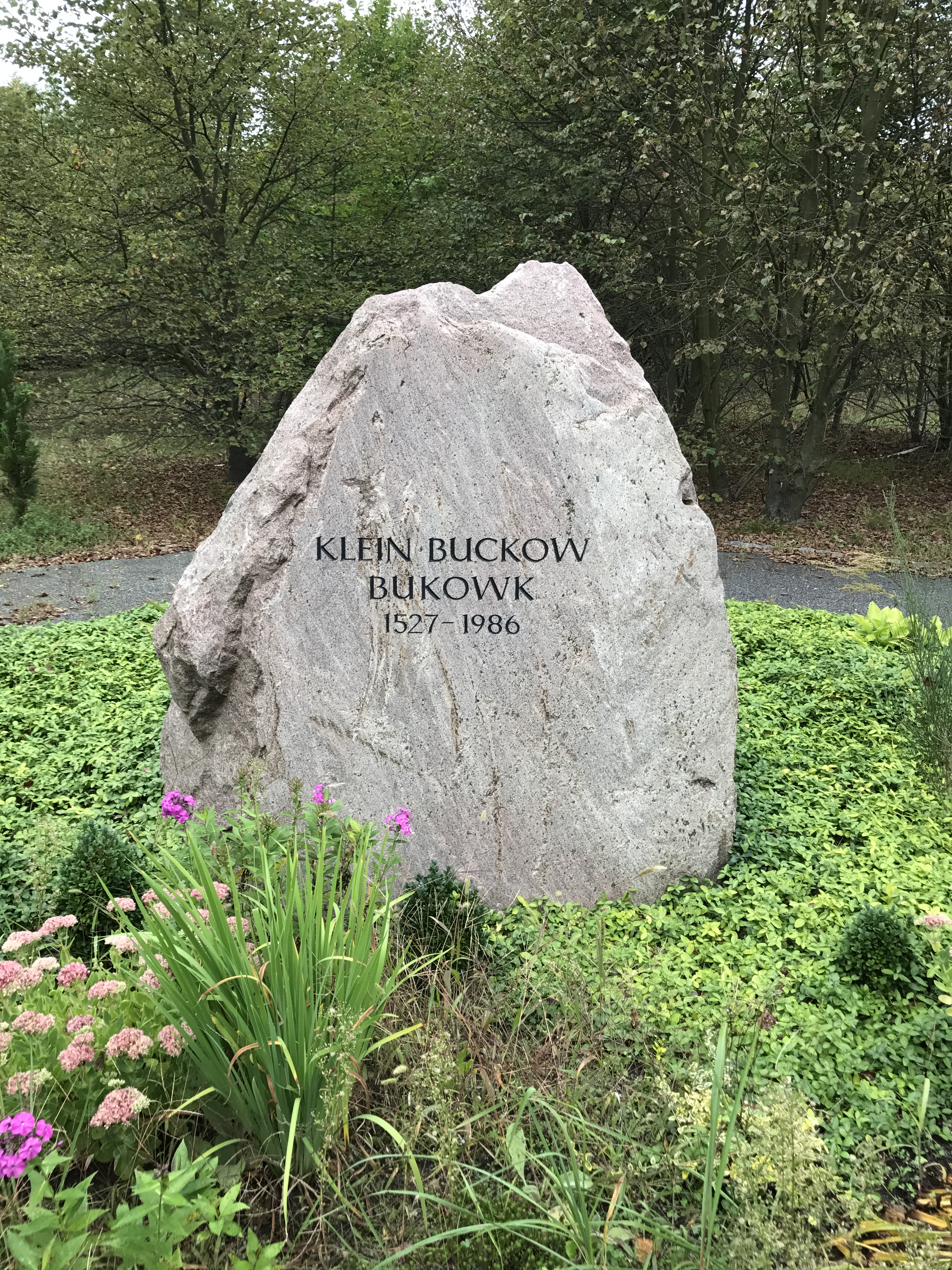
Gedenkstein für Klein Buckow inmitten des Gedenkortes.

Die ehemaligen Bewohner gründeten die Interessengemeinschaft Klein Buckow. Die Mitglieder der Gemeinschaft kümmern sich um den Erhalt des Klein Buck’schen Steins, der den Mittelpunkt einer kleinen Gedenkstätte bildet, und laden regelmäßig zum Steinfest. Im Heimatmuseum Spremberg sind heute ein Ziehbrunnen sowie andere Gegenstände aus Klein Buckow zu besichtigen.
Heute finden auf dem Buckwitzhof, einem der verbliebenen Gehöfte, verschiedene Festivals wie etwa das PunkOiRama Open Air und das Landflucht Festival statt.